# Melchior von Diepenbrock
Melchior von Diepenbrock (ur. 6 stycznia 1798 r. w Bocholt (Westfalia), zm. 20 stycznia 1853 w Javorníku) – biskup wrocławski w latach 1845-1853, kardynał.

## Życiorys
Diepenbrock urodził się w rodzinie patrycjuszowskiej. W 1823 r. przyjął święcenia kapłańskie. W 1830 r. został kanonikiem w Ratyzbonie, w 1835 r. dziekanem kapituły katedralnej, a w 1842 r. wikariuszem generalnym diecezji ratyzbońskiej. Po dwóch latach złożył urząd wikariusza. W 1845 roku został biskupem wrocławskim. Energicznie zarządzał diecezją przyczyniając się do pogłębienia życia religijnego. Bronił niezależności Kościoła wobec państwa. Wspierał ubogich i poszkodowanych przez los. Zwalczał ruch niemiecko-katolicki, ekskomunikował jego przywódców. Uporządkował sprawy administracyjne w diecezji. Dbał o solidne wykształcenie katechetyczne i pedagogiczne alumnów. W okresie Wiosny Ludów przestrzegał przed używaniem przemocy. Wspierał zakony, popierał polskie misje ludowe na Górnym Śląsku. W 1850 r. został kardynałem.